# (What Is) Love?
«(What Is) Love?» (в переводе с англ. — «(Что такое) Любовь?») — промосингл американской певицы Дженнифер Лопес из альбома Love?. Под своим оригинальным названием, «What Is Love?», песня вошла в саундтрек к фильму «План Б» (2010), в котором Дженнифер сыграла главную роль. Через год после выпуска фильма, в 2011 году, песня попала на седьмой студийный альбом певицы, Love?. «(What Is) Love?» была написана Дианой Гордон, и спродюсирована Эрнстом Эмилем. В тексте песне рассказывается о девушке, которая не знает, что такое любовь. Ремикс песни, «What Is Love? Part II», спродюсированный Жаном Куаме, также рассматривался для включения в трек-лист альбома Love?. Однако, так и не попал в него.
«(What Is) Love?» получила в основном позитивные отклики от музыкальных критиков, которые сравнили песню с работами Дженнифер приблизительно 2003 года. 26 апреля 2011 года песня была издана как промосингл с альбома Love?, и дебютировала под номером 97 в южнокорейском чарте Gaon Chart и под номером 33 в испанском чарте Productores de Música de España.

## Запись и создание
«(What Is) Love?» была написана Эрнстом Эмилем, ставшим позже одним из продюсеров песни, и Дианой «Уинтер» Гордон. Вокал Дженнифер был записан и спродюсирован Куком Харрелом на Conway Studios в Голливуде, штат Калифорния. Звукорежиссёрами песни стали Джим Аннунциато и Джош Гудвин. Микшированием занимался Май Дональдсон на студии Chalice Recording.
Главной темой «(What Is) Love?» является «незнание того, что значит любовь», соавтор песни Диана Гордон сказала:

Я чувствовала, что многие женщины имеют похожую историю. Рядом с ними нет их отцов, семей, грубые друзья и мужья… У них нет родительской поддержки, и они чувствуют себя одинокими… У меня уже было несколько парней, но я так и не испытала чувство любви.
Оригинальный текст (англ.)I felt like so many woman have that same story. No fathers, families, abusive boyfriends and husbands..no parental support, they feel alone .. I've had my few relationships and have yet to feel love.

## Утечка и официальный релиз
В мае 2009 года ранняя версия песни попала в интернет, что вызвало недовольство Дианы Гордон. На своей странице в MySpace Диана написала:

Эту песню я написала от своего сердца. Если мир собирался услышать её, то я бы хотела, чтобы он услышал её правильно… Вместо большого кино, эта история попала на Lifetime TV… Грустно
Оригинальный текст (англ.)I wrote this song from a deep place in my heart. If the world was gonna hear it, I wanted them to hear it right... It's as good as gone to me now... The story was given a Lifetime TV special instead of a movie... sad.

Финальная версия песни вошла в саундтрек к фильму План Б (2010), в котором Дженнифер Лопес сыграла главную роль. В 2011 году название «What Is Love?» было изменено на «(What Is) Love?», под этим названием песня попала на альбом Love?. 26 апреля 2011 года песня вышла на iTunes Store в качестве промосингла из альбома Love?. Однако ещё за четыре дня до этого, 22 апреля, песня стала доступна на странице Лопес в Facebook.

## Критика
«(What Is) Love?» получила в основном положительные отзывы музыкальных критиков. Роберт Коспей с сайта Digital Spy положительно отозвался о песне, хотя и заметил, что «(What Is) Love?» не является тем, «что мы никогда не слышали раньше». Также он отметил, что вокал Лопес придаёт песне «непревзойденный гламур и лёгкую утончённость». В заключении Коспей сказал, что «(What Is) Love?» вполне достойна стать полноценным синглом. Моника Эррера из журнала Billboard сравнила «(What Is) Love?» с песнями Лопес приблизительно 2003 года. Эррера также добавила, что песня, возможно, была бы хитом если бы её спел мужчина, назвав в качестве примера Джастина Бибера. Джой Гуэрра из Houston Chronicle сказал, что Лопес использует «(What Is) Love?», чтобы сыграть роль брошенной любовницы. В Us Weekly отметили, что в песне есть несколько упоминаний о бывших Лопес, приводя в качестве примера строки из песни: «I’ve had blind dates (У меня были свидания вслепую)» и « musicians are the worst (музыканты — худшее, что со мной было)».

## What Is Love? (Part II)
В 2009 году в журнале Rap-Up появилась информация о том, что Жан Куаме спродюсировал вторую версию песни, которая была названа «What Is Love? (Part II)». Предполагалось, что «What Is Love? (Part II)» попадет в альбом Love?, однако песня так и не попала в финальный трек-лист альбома. 20 апреля 2013 года «What Is Love? (Part II)» попала в интернет.

## Список композиций
- Цифровая дистрибуция

1. «(What Is) Love?» — 4:27

## Создатели
Вся информация взята из буклета к альбому Love?.
- Джим Аннунциато — звукорежиссёр
- Анеша Бирчетт — бэк-вокал
- Майкл Дональдсон — микширование
- Эрнст Эмиль — автор песни, продюсер
- Эрик Эландс — помощник звукорежиссёра
- Кук Харрел — продюсер
- Шани Гонсалес
- Диана «Уинтер» Гордон — автор песни, бэк-вокал
- Джош Гудвин — звукорежиссёр
- Джош «J-Banga» Керси
- Дженнифер Лопес — вокал

## Чарты
| Чарт (2011) | Наивысшая позиция |
| ----------- | ----------------- |
| Южная Корея | 97                |
| Испания     | 33                |

## История издания
| Страна     | Дата           | Формат               | Лейбл                          |
| ---------- | -------------- | -------------------- | ------------------------------ |
| Канада     | 22 апреля 2011 | Цифровая дистрибуция | The Island Def Jam Music Group |
| Мексика    | 22 апреля 2011 | Цифровая дистрибуция | The Island Def Jam Music Group |
| США        | 22 апреля 2011 | Цифровая дистрибуция | Island Records                 |
| Бельгия    | 25 апреля 2011 | Цифровая дистрибуция | The Island Def Jam Music Group |
| Дания      | 25 апреля 2011 | Цифровая дистрибуция | The Island Def Jam Music Group |
| Финляндия  | 25 апреля 2011 | Цифровая дистрибуция | The Island Def Jam Music Group |
| Франция    | 25 апреля 2011 | Цифровая дистрибуция | The Island Def Jam Music Group |
| Германия   | 25 апреля 2011 | Цифровая дистрибуция | The Island Def Jam Music Group |
| Италия     | 25 апреля 2011 | Цифровая дистрибуция | The Island Def Jam Music Group |
| Люксембург | 25 апреля 2011 | Цифровая дистрибуция | The Island Def Jam Music Group |
| Нидерланды | 25 апреля 2011 | Цифровая дистрибуция | The Island Def Jam Music Group |
| Норвегия   | 25 апреля 2011 | Цифровая дистрибуция | The Island Def Jam Music Group |
| Португалия | 25 апреля 2011 | Цифровая дистрибуция | The Island Def Jam Music Group |
| Испания    | 25 апреля 2011 | Цифровая дистрибуция | The Island Def Jam Music Group |
| Швеция     | 25 апреля 2011 | Цифровая дистрибуция | The Island Def Jam Music Group |
| Швейцария  | 25 апреля 2011 | Цифровая дистрибуция | The Island Def Jam Music Group |